# Very Good Girls
Very Good Girls (conocida en Hispanoamérica como Muy buenas chicas) es una película estadounidense de drama de 2013, y el debut como directora de la guionista Naomi Foner, cuyo guion para el drama Un lugar en ninguna parte fue nominada al Premio Óscar. Proyectada por primera vez públicamente a principios de 2013, la película cuenta con la participación de Dakota Fanning y Elizabeth Olsen como dos amigas que caen por el mismo hombre, interpretado por Boyd Holbrook. La película se estrenó en el Festival de Cine de Sundance el 22 de enero de 2013. Salió a la venta en formato DVD y Blu-Ray el 24 de junio de 2014.
El reparto incluye a Demi Moore, Richard Dreyfuss, Ellen Barkin, Clark Gregg y Peter Sarsgaard. La película fue producida por Norton Herrick, Michael London y Mary Jane Skalski.

## Sinopsis
Las mejores amigas Lilly y Gerri pasan juntas su último verano en Nueva York . En Brighton Beach , reflexionan sobre nadar desnudas antes de que Gerri se quite la camiseta y corra al agua, seguida de Lilly. De regreso a casa, conocen a David, un vendedor de helados. Tras una conversación incómoda, David le toma una foto a Lilly de espaldas.
Al llegar a casa, Lilly ve a su padre con una mujer en la oficina. Se consuela pasando la noche con la familia de Gerri, quienes son ruidosos y abiertos, en contraste con la madre rígida de Lilly y su padre ausente. Las chicas hablan y prometen perder la virginidad antes de irse a la universidad.
Mientras Lilly camina hacia su trabajo como guía turística en barco en Manhattan , David la observa desde lejos. Muestra interés en ella, algo que ella no le cuenta a Gerri, quien, a su vez, le demuestra afecto a pesar de la falta de reciprocidad y de que ninguna de las dos lo conoce bien. David invita a Lilly a salir, y ella acepta.
La madre de Lilly se entera de la infidelidad de su padre y le pide que se vaya, en contra de su voluntad. Empieza a salir con David y se besan. Gerri invita a David a una noche de micrófono abierto donde canta una canción que le compuso, mientras que, fuera de su vista, David toma la mano de Lilly y la sostiene bajo la mesa.
El jefe de Lilly coquetea con ella, ofreciéndole turnos de noche lucrativos con una implicación obvia. De camino a casa, ve a David esperando afuera; se besan y tienen sexo en el garaje. A la mañana siguiente, Lilly se encuentra con su padre, quien se disculpa y la invita a cenar, a lo que ella se niega. Después, David se cuela por la ventana del baño. Se duchan juntos antes de pasar el día recorriendo la ciudad. Llegan a una cancha de baloncesto donde un hombre elegantemente vestido se queda en ropa interior y baila ballet de forma liberadora. Unos niños se unen a él mientras David graba.
Más tarde esa noche, Lilly se entera de que el padre de Gerri murió tras desmayarse en el metro. Deja a David para estar con una Gerri desesperada. Compartir su dolor la anima a pedirle a su madre que perdone a su padre. Gerri le dice a Lilly que no puede dejar de pensar en David. Con culpa, Lilly rechaza los intentos de David de volver a verse. Él la confronta y ella lo rechaza, pidiéndole que se reúna con Gerri, pero se desanima cuando David accede. Consuela a Gerri y se besan en el jardín trasero de ella, que Lilly ve.
En el funeral de su padre, Gerri le dice a Lilly que perdió la virginidad con David, lo que la impulsa a ver a su jefe y acceder a sus insinuaciones. Se besan en el barco turístico, pero luego cambia de opinión. Sin embargo, cuando confronta a David por haber tenido sexo con Gerri y él no responde, miente y le dice que sí tuvo sexo con su jefe. Al día siguiente, Lilly encuentra sorprendentemente a sus padres cocinando en la cocina, pues su madre ha perdonado a su padre. David aparece, alegando que no se acostó con Gerri, y Lilly se marcha furiosa.
Gerri le dice a Lilly que David se va a París, así que Lilly lo encuentra y admite que no se acostó con su jefe. Enfadado, David le advierte que no manipule los sentimientos de los demás, pero aun así la despide con un beso antes de irse en taxi. Mientras Lilly se aleja, Gerri la confronta furiosa, pues ha escuchado la conversación.
Lilly hace las paces con su padre y él le sugiere que pida perdón, pero ella no sigue su consejo. La mañana antes de irse a la universidad, Gerri llega con una fotografía que David le envió para Lilly, como una forma de asegurarse de que las chicas se vieran antes de que ella se fuera. Gerri revela que en realidad nunca tuvo sexo con David; ella se lo pidió, pero él le dijo que ya estaba enamorado de otra. Las chicas se reconcilian, se desnudan para bailar bajo los aspersores.

## Reparto
- Dakota Fanning como Lilly Berger.
- Elizabeth Olsen como Gerri.
- Boyd Holbrook como David Avery.
- Demi Moore como Kate.
- Richard Dreyfuss como Danny.
- Ellen Barkin como Norma.
- Clark Gregg como Edward.
- Kiernan Shipka como Eleanor.
- Peter Sarsgaard como Fitzsimmons.

## Producción
La compañía de producción Herrick Entertainment anunció el 20 de julio de 2012 que la fotografía principal se había iniciado en la ciudad de Nueva York. Herrick produjo y la financió el proyecto, junto con Groundswell Productions, de Michael London.
Los lugares donde se filmó la película incluyen el Ditmas Park y Brooklyn, Nueva York.
En enero de 2012, Anton Yelchin estaba en negociaciones finales para interpretar un papel en la película, pero finalmente no fue seleccionado.